# غسل تعمید

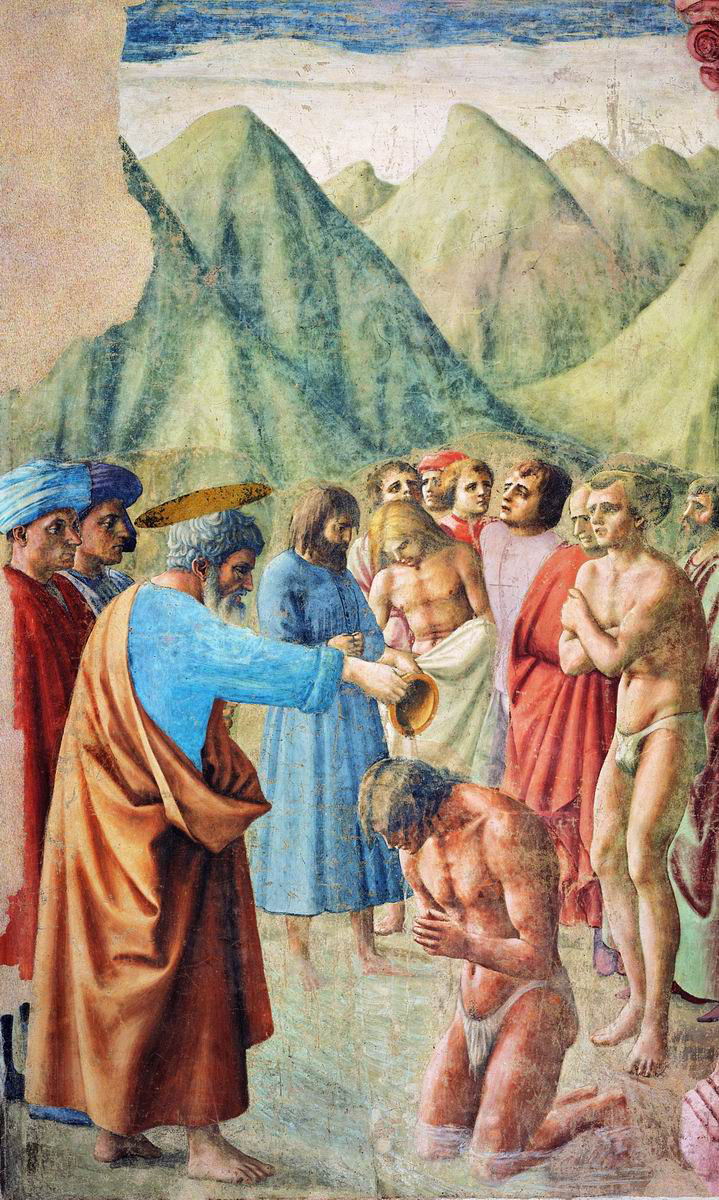

غسل تعمید یا بپتیسم (به انگلیسی: Baptism) یک آیین تطهیریِ دینی برای کسب بخشش از گناهان و زندگی دوباره است که در مذاهب گوناگونی مانند مسیحیت و آیین سیک‌ها رواج دارد و ریشهٔ آن آیین‌های طهارت یهودی است.
امروزه غسل تعمید را با مسیحیت می‌شناسند، زیرا آیین غسل تعمید، نماد منزّه شدن از گناه، و پیوند فرد مؤمن با مسیحِ در حال مرگ، مسیحِ به خاک سپرده‌شده، و رستاخیز مسیح است. غسل تعمید در مسیحیت برگرفته از غسل تعمید داده شدنِ مسیح توسط یحیی (تعمیددهنده) در رود اردن است.
غسل تعمید می‌تواند در آب‌های جاری، مانند رودخانه‌ها یا دریا یا چشمه‌ها، اعمال شود. تعمیددهنده، کسی که خود قبلاً با آب مقدس غسل تعمید داده شده، به نام عیسی مسیح این کار را انجام می‌دهد، و کسی که غسل تعمید داده می‌شود باید به‌طور کامل در آب قرار بگیرد و سر و صورت او به‌سمت پایین خم شده‌باشد.

## پیشینه
تا قرن ۱۳ میلادی کاتولیک‌ها که صاحب بزرگ‌ترین مذهب مسیحی هستند، عقیده داشتند کسانی که غسل تعمید داده نشده باشند و بمیرند به دوزخ می‌روند، و این به خاطر گناه اول است و غسل تعمید، گناه اول را پاک می‌کند.
در قرن ۱۳ میلادی، به واسطهٔ دلایل یک متفکر مسیحی، پاپ قبول کرد که نوزادان و نیز کسانی که قبل از عیسی به دنیا آمده بودند و غسل تعمید داده نمی‌شدند به دوزخ نمی‌روند. البته هنوز مشکلی وجود داشت، و آن این‌که این افراد، بلاتکلیف بودند، زیرا لیاقت رفتن به بهشت را هم نداشتند.
در سال ۱۹۹۲ پاپ ژان‌پل دوم اصرار کرد که بر روی این موضوع تحقیق جدی‌تری شود. در سال ۲۰۰۷ پاپ بندیکت شانزدهم اعلام کرد که براساس مطالعات یک گروه بین‌المللی از متخصصان مسیحی، دلایل محکمی پیدا شده که نشان می‌دهد روح بچه‌های غسل تعمید داده‌نشده به بهشت می‌رود.